# هوشفينسلير
هوشفينسلير (بالإنجليزية: Hochfinsler)‏ هو أحد جبال سلسلة جبال الألب غلاروس وجزء من القمة الأم ماغيراين يقع في كانتون سانت غالن, سويسرا. يبلغ ارتفاع الجبل حوالي 2423 متر، بينما يبلغ ارتفاع نتوء الجبل 231 متر.